# Elizabeth Wood-Ellem

Tiến sĩ Elizabeth Wood-Ellem (10 tháng 9 năm 1930 – 8 tháng 9 năm 2012) là một nhà sử học người Úc gốc Tonga tích cực tham gia vào cuộc đời của Tonga  và là tác giả của tiểu sử dứt khoát của Nữ hoàng Sālote Tupou III của Tonga.

## Sinh ra và gia đình
Sinh ra Elizabeth Olive Wood gần Nuku'alofa, Tonga, bà thường được biết đến với cái tên Bess hoặc Pesi Wood. Bà là con gái của Mục sư Tiến sĩ A. Harold Wood OBE (1896-1989), một nổi tiếng Methodist sau đó Uniting Church và nhà giáo dục, y tế và bác sĩ Olive K. Gỗ (nhũ danh O'Reilly), những người truyền giáo Úc ở Tonga từ năm 1924 đến năm 1937. bà có năm anh chị em, bao gồm Janet Secomb, bà là một nhà truyền giáo cho Tonga, diễn viên Monica Maughan và bộ trưởng Giáo hội Thống nhất và bác sĩ thánh ca Rev. Tiến sĩ H. D'Arcy Wood.

## Giáo dục
Chuyển đến Úc vào năm 1937, Elizabeth được đào tạo tại Đại học Phương pháp ở Melbourne, trong năm cuối cùng, bà đứng đầu bang Victoria trong Lịch sử Hy Lạp và La Mã.
Tại Đại học Melbourne, bà học chuyên ngành Tiếng Anh và Lịch sử, lấy bằng cử nhân năm 1953 và sau đó sẽ lấy bằng tiến sĩ ở đó.

## Sự nghiệp
Wood-Ellem kiếm sống bằng nghề biên tập và lập chỉ mục sách, ban đầu tại Angus & Robertson ở Sydney, sau đó là London (1960, 72) với Macmillan và Paul Hamlyn, và sau đó làm việc tự do.
Bà được bổ nhiệm làm nhà lưu trữ tại Đại học King's, Đại học Cambridge, để sắp xếp và phân loại các bài báo của tiểu thuyết gia người Anh EM Forster sau khi ông qua đời vào năm 1970. Churchill College, Cambridge sau đó giao cho bà làm Trợ lý thư viện cho Lưu trữ để lập danh mục Sir James Grigg ' giấy tờ và thư từ của AV Alexander.
Bà đã hoàn thành bằng tiến sĩ về lịch sử Tongan năm 1982 tại Đại học Melbourne và vẫn là thành viên cao cấp tại thời điểm bà qua đời. Bà đã xuất bản tiểu sử của mình về Nữ hoàng Sālote của Tonga vào năm 1999. Phóng viên Mike Field của Fairfax đã nói về nó:
'Nếu tôi được đề cử một cuốn sách tuyệt vời duy nhất trên Thái Bình Dương, Nữ hoàng Sālote của Tonga: Câu chuyện về kỷ nguyên 1900-1965 là một trong những tác phẩm hay nhất về nghiên cứu lịch sử và sự hiểu biết, nhân học và hiểu biết về Tonga mà bạn sẽ tìm thấy. Bạn thậm chí không cần phải mơ hồ quan tâm đến Nữ hoàng Sālote, nhưng về cách thức hoạt động của Tonga. '
Những cuốn sách đáng chú ý mà bà biên tập bao gồm Bài hát và Bài thơ của Nữ hoàng Sālote (2004) và Tonga and the Tongans: Di sản và Bản sắc (2007).
Vào năm 2008, Vua George Tupou V đã công nhận sự đóng góp độc nhất của bà cho Tonga bằng cách trao cho bà danh hiệu Tư lệnh của Vương miện Tonga.

## Ấn phẩm
- Wood-Ellem, Elizabeth (1999). Queen Sālote of Tonga: The Story of an Era, 1900–1965. Auckland, N.Z.: Auckland University Press. ISBN 978-1-86940-205-1. OCLC 262293605. Bản gốc lưu trữ ngày 20 tháng 2 năm 2012.  Wood-Ellem, Elizabeth (1999). Queen Sālote of Tonga: The Story of an Era, 1900–1965. Auckland, N.Z.: Auckland University Press. ISBN 978-1-86940-205-1. OCLC 262293605. Bản gốc lưu trữ ngày 20 tháng 2 năm 2012.  Wood-Ellem, Elizabeth (1999). Queen Sālote of Tonga: The Story of an Era, 1900–1965. Auckland, N.Z.: Auckland University Press. ISBN 978-1-86940-205-1. OCLC 262293605. Bản gốc lưu trữ ngày 20 tháng 2 năm 2012.

Những cuốn sách đáng chú ý mà bà chỉnh sửa bao gồm:
- Những bài hát và bài thơ của Nữ hoàng Sālote (2004)
- Tonga và Tongans: Di sản và bản sắc (2007)